# アイルルク・チェスメシ駅
アイルルク・チェスメシ駅（トルコ語:Ayrılık Çeşmesi Tren İstasyonu）はトルコのイスタンブールカドゥキョイ区にある、トルコ国鉄（TCDD）とイスタンブール地下鉄の駅。
TCDDのマルマライと、イスタンブール地下鉄のM4号線の2路線が乗り入れ接続駅となっている。

## 歴史
- 2013年10月29日 - マルマライトンネル開通（カズルチェシュメ（トルコ語版）-アイルルク・チェスメシ間）に伴い、マルマライの駅とM4号線の駅が同時開業[1][2]。
- 2019年8月30日 - M4号線で深夜運転開始。しかし後にトルコでの新型コロナウイルス流行により休止となる。
- 2022年5月6日 - M4号線で深夜運転再開。土曜と日曜のみの0時30分から5時30分の間、30分おきの発着で、料金は通常の2倍[3]。この運行時間は出口1と出口2が解放され、出口3は閉鎖される[4]。

## 駅構造

### TDCC
島式ホーム1面2線を有する地上駅。改札階はホーム地下にある。

#### のりば

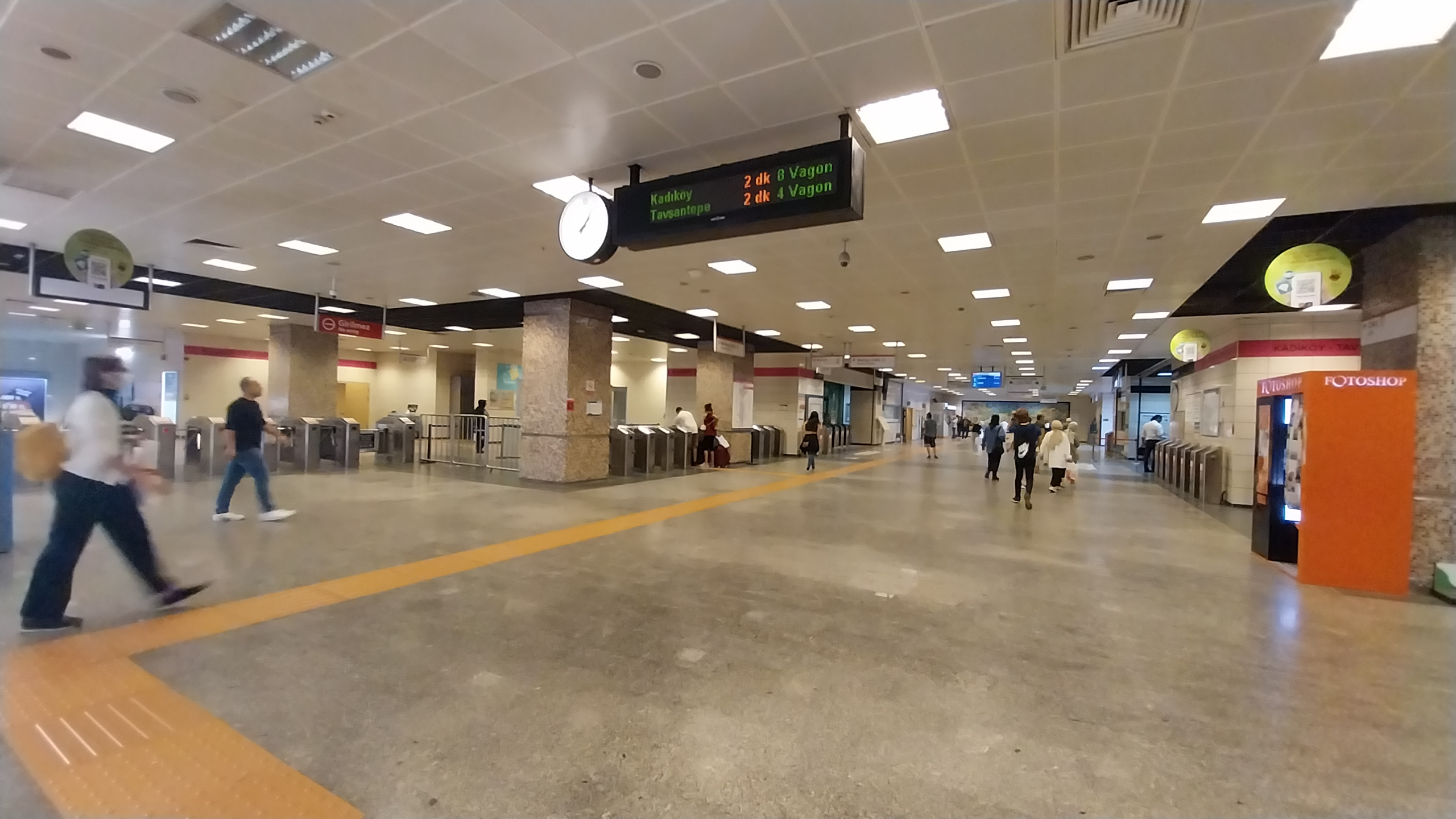
改札口
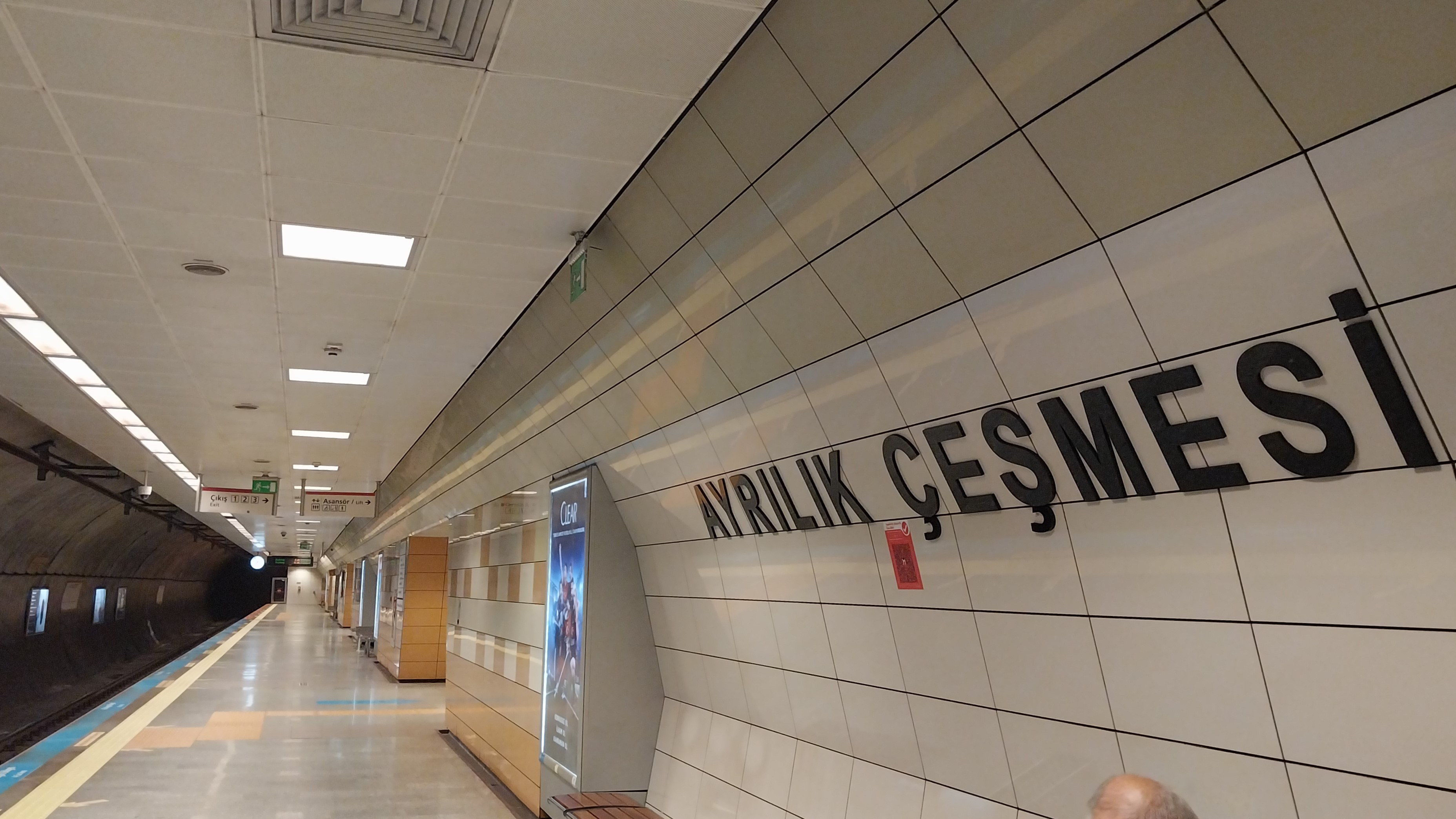
ホーム

| ユスキュダル ↑ \| 2 1 \| ↓ ソウトリュチェシュメ | 1 | マルマライ | 西行 | イェニカプ・バクルキョイ・ハルカル方面       |
| ユスキュダル ↑ \| 2 1 \| ↓ ソウトリュチェシュメ | 2 | マルマライ | 東行 | ソウトリュチェシュメ・ペンディク・ゲブゼ方面 |

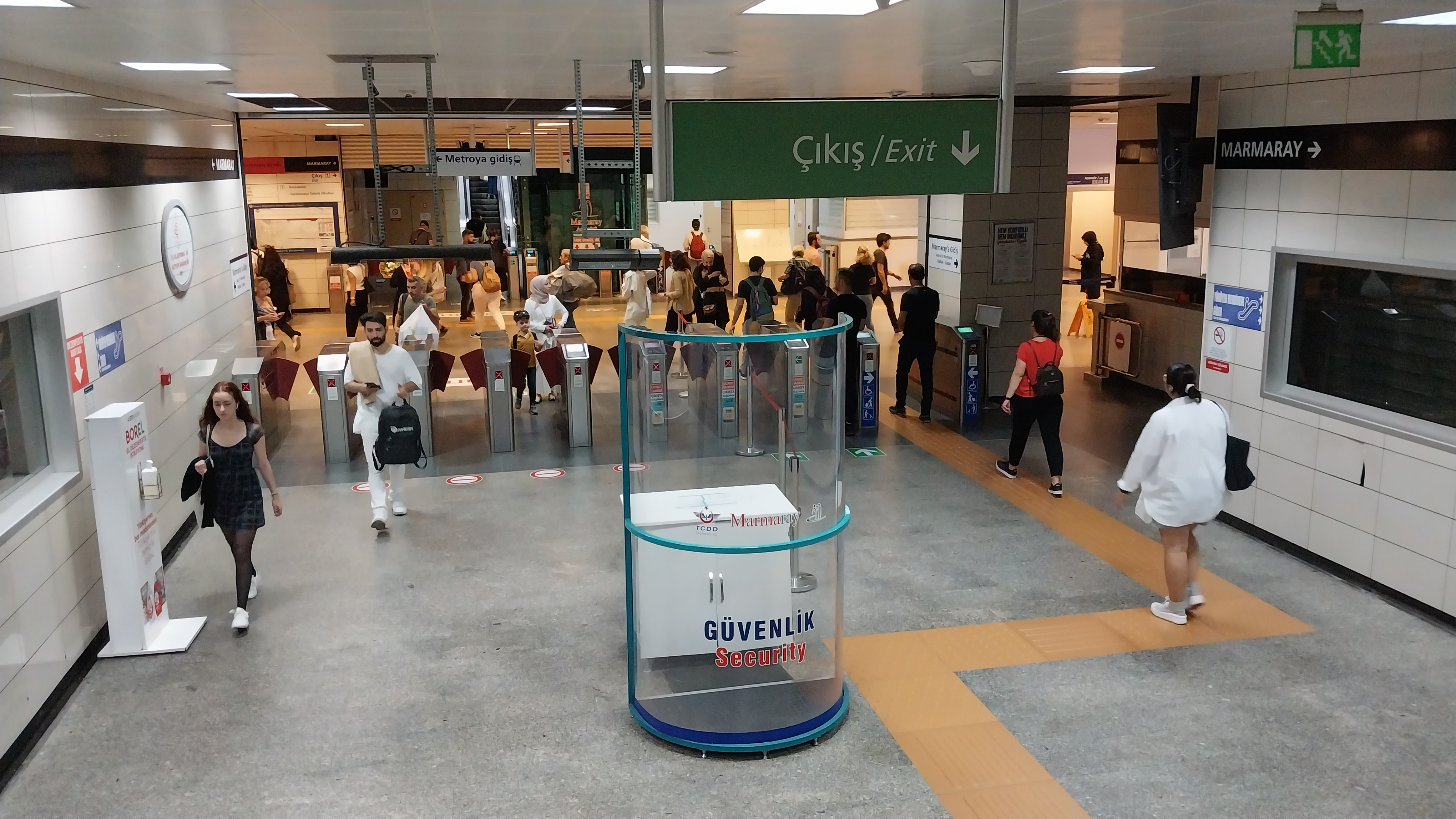
改札口
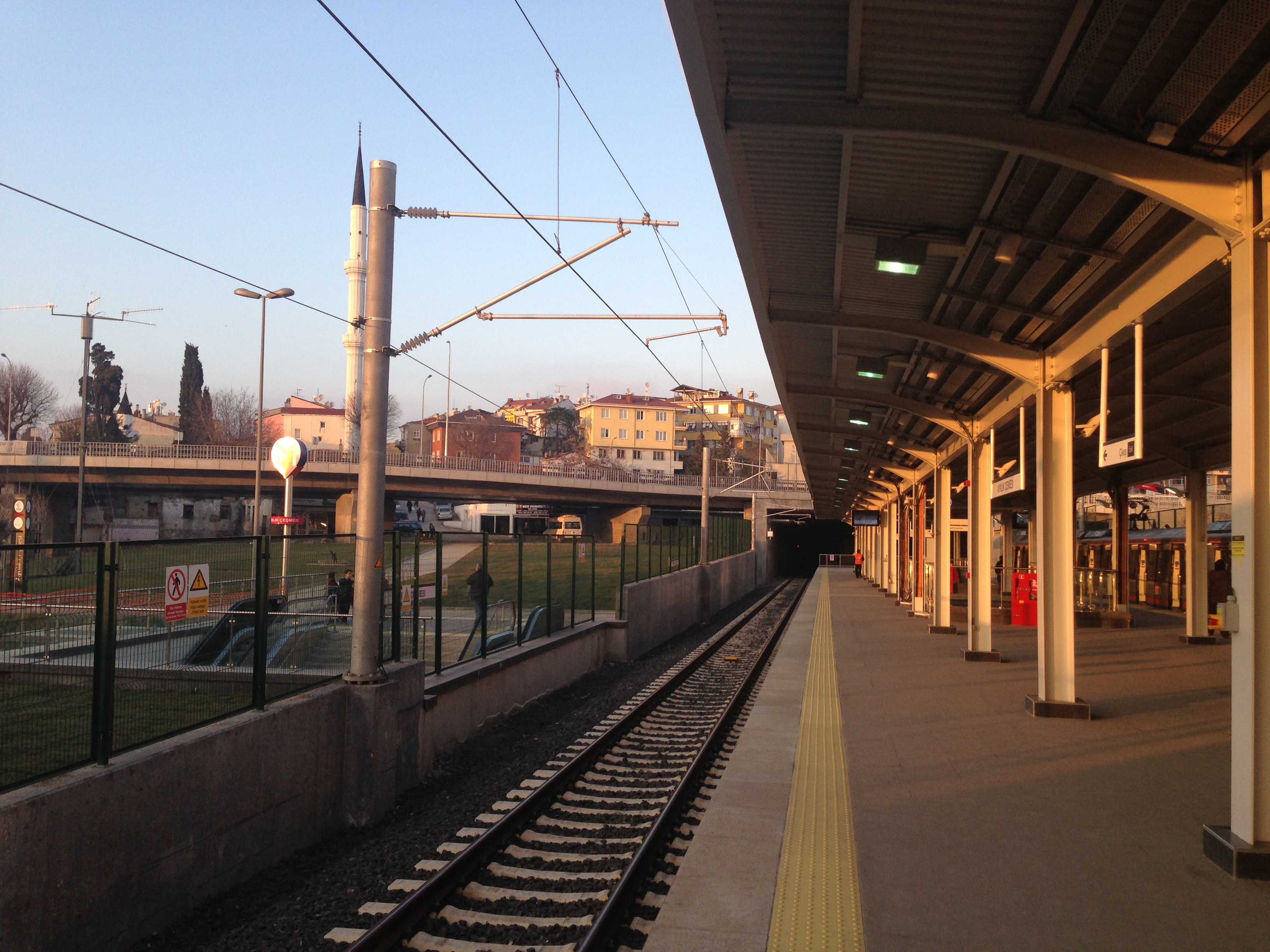
ホーム

### イスタンブール地下鉄
島式ホーム1面2線を有する地下駅であるがホーム中央が壁で隔てられている部分が多く、単式ホーム２面を背中合わせにしたような構造になっている。

#### のりば
| アジバデム ↑ \| ⇌ 1 2 ⇌ \| ↓ カドゥキョイ |      |        |                                                              |
| 1                                         | 西行 | M4号線 | カドゥキョイ行き                                             |
| 2                                         | 東行 | M4号線 | マルテペ・カルタル・ペンディク・サビハ・ギョクチェン空港方面 |

- 改札口
- ホーム

## 利用状況
マルマライの駅としては2017年10月（カズルチェシュメ-アイルルク・チェスメシ間の区間運行・全線開業前時代）に150万人以上の乗降があり、マルマライ全体で2位の多さであった。これはマルマライ全体の26%の割合にあたった。

## 駅周辺
- アイルルク・チェスメシ（トルコ語版）
- イブラヒム・アガ・モスク（トルコ語版）
- イブラヒム・アガ・チェスメシ（トルコ語版）
- テペ・ノーチラス（トルコ語版）
- ハリル・トゥルカン中学校
- ハイダルパシャ職業技術アナトリア高校
- 保健科学大学（トルコ語版）
- ハイダルパシャ・ヌムネ訓練研究病院[6]
- シヤミ・アーセク博士胸部心臓血管外科訓練研究病院（トルコ語版）[6]
- スルタン・アブドゥルハミド・ハン訓練研究病院 (旧：GATA)[6]
- TCDDビヒクベイ宿舎

## 隣の駅
トルコ国鉄
 マルマライ
ユスキュダル駅 - アイルルク・チェスメシ駅 - ソウトリュチェシュメ駅
イスタンブール地下鉄
 M4号線
カドゥキョイ駅 - アイルルク・チェスメシ駅 - アジバデム駅